# Elecciones municipales complementarias de Perú de 2004
Las elecciones municipales complementarias de Perú de 2004 se realizaron el domingo 17 de octubre de 2004 en la provincia de El Collao, eligiendo autoridades para el periodo 2004-2006. Fueron convocadas por el presidente Alejandro Toledo mediante Decreto Supremo Nº 040-2004-PCM (28 de mayo de 2004).
Las comicios se llevaron a cabo seis meses después del brutal asesinato del alcalde titular, Cirilo Robles, a manos de un grupo de pobladores de Ilave, tras varias semanas de manifestaciones en su contra por acusaciones de corrupción impulsadas por el primer regidor Alberto Sandoval, denuncias que posteriormente serían probadas falsas. Tras varios intentos infructuosos de nombrar al sucesor de Robles, por la detención de varios miembros del concejo municipal y la huida de sus reemplazantes de la provincia, el Jurado Nacional de Elecciones proclamó al regidor Miguel Flores como alcalde encargado en septiembre.
Flores, a su vez, se postuló como candidato en las elecciones complementarias por el partido Fuerza Democrática, consiguiendo el apoyo de los grupos
movilizados, siendo aclamado como líder de una supuesta «lista única», pese a las varias candidaturas presentadas. Sin embargo, en contraste con ese discurso, Flores obtuvo una estrecha victoria con una diferencia de poco más de mil votos sobre Lucio Vargas, uno de los líderes de las manifestaciones, candidato de Somos Perú que consiguió la mayor votación en casi todos los distritos de El Collao, salvo el de Ilave, el único ganado por Flores.

## Sistema electoral
En el ordenamiento político peruano, las elecciones subnacionales se convocan cada cuatro años para renovar a las autoridades regionales y municipales en todo el país. De acuerdo con la Ley de Elecciones Municipales (Ley N° 26864), existen tres escenarios para declarar la nulidad de elecciones: (1) la inasistencia de más del 50% de los votantes al acto electoral; (2) si los votos nulos o en banco, sumados o separadamente superan los dos tercios del número de votos válidos; y (3) la existencia de graves irregularidades, por infracción de la ley, que modificaron los resultados de la votación. En caso se cumpliese alguna de esas causales, corresponde la anulación de las elecciones municipales ordinarias y la convocatoria a elecciones municipales complementarias.

## Composición del Concejo Provincial de El Collao
La siguiente tabla muestra la composición del Concejo Provincial de El Collao electo en las elecciones municipales de 2002.
| Partidos | Partidos                                                   | Regidores |
| -------- | ---------------------------------------------------------- | --------- |
|          | Movimiento Político Unión Regional para el Desarrollo      | 6         |
|          | Somos Perú                                                 | 1         |
|          | Movimiento Independiente Regional Frente Unido Progresista | 1         |
|          | Movimiento Amplio País Unido                               | 1         |

## Partidos y candidatos
A continuación se muestra una lista de los principales partidos y alianzas electorales que participaron en las elecciones:
| Candidatura | Candidatura | Partidos y alianzas | Candidatos | Candidatos              | Ideología                                               | Resultado previo | Resultado previo | Ref. |
| Candidatura | Candidatura | Partidos y alianzas | Candidatos | Candidatos              | Ideología                                               | Votos (%)        | Reg.             | Ref. |
| ----------- | ----------- | --- | ---------- | ----------------------- | ------------------------------------------------------- | ---------------- | ---------------- | ---- |
|             | SP          | Lista - Somos Perú (SP) |            | Lucio Vargas Jilaga     | Democracia cristiana Conservadurismo social             | 13.32%           | 1                |      |
|             | FUP         | Lista - Movimiento Independiente Regional Frente Unido Progresista (FUP)                                                                    |            | Jaime Velazco Cuaquira  | Regionalismo puneño                                     | 12.51%           | 1                |      |
|             | MARQA       | Lista - Movimiento por la Autonomía Regional Quechua y Aymara (MARQA)                                                                       |            | Germán Churayra Supo    | Regionalismo puneño                                     | 10.33%           | 0                |      |
|             | AP          | Lista - Acción Popular (AP) |            | Saúl Ramos Morales      | Humanismo Nacionalismo cívico Reformismo                | 3.86%            | 0                |      |
|             | APRA        | Lista - Partido Aprista Peruano (APRA) |            | Leónidas Gómez Arce     | Aprismo                                                 | 3.09%            | 0                |      |
|             | AvP         | Lista - Avanza País - Partido de Integración Social (AvP)                                                                                   |            | Ciriaco Nina Arcata     | Socialdemocracia Etnocacerismo                          | Nuevo            | Nuevo            |      |
|             | Frepap      | Lista - Frente Popular Agrícola del Perú (Frepap)                                                                                           |            | Roberto Gómez Ramírez   | Israelismo Fundamentalismo cristiano Populismo          | Nuevo            | Nuevo            |      |
|             | MNI         | Lista - Movimiento Nueva Izquierda (MNI) |            | Hernán Laura Marca      | Marxismo-leninismo Mariateguismo Socialismo democrático | Nuevo            | Nuevo            |      |
|             | FD          | Lista - Fuerza Democrática (FD) |            | Miguel Flores Chambi    | Reformismo                                              | Nuevo            | Nuevo            |      |
|             | UN          | Lista - Unidad Nacional (UN) – Partido Popular Cristiano (PPC) – Solidaridad Nacional (SN) – Renovación Nacional (RN) – Cambio Radical (CR) |            | Alfredo Monroy Valencia | Democracia cristiana Conservadurismo Neoliberalismo     | Nuevo            | Nuevo            |      |
|             | IND         | Lista - Lista Independiente N° 2 Movimiento Independiente Democrático de los Aymaras                                                        |            | Cereviano Ramos Maquera | Localismo collaíno                                      | Nuevo            | Nuevo            |      |

## Resultados

### Sumario general
| Partidos y coaliciones | Partidos y coaliciones                                           | Voto popular | Voto popular | Voto popular | Regidores | Regidores |  |
| Partidos y coaliciones | Partidos y coaliciones                                           | Votos        | %            | ±pp          | Total     | +/−       |  |
| ---------------------- | ---------------------------------------------------------------- | ------------ | ------------ | ------------ | --------- | --------- |  |
|                        | Fuerza Democrática (FD)                                          | 8,552        | 23.86        | Nuevo        | 5         | +4        |  |
|                        | Somos Perú (SP)                                                  | 7,380        | 20.59        | +7.27        | 2         | +1        |  |
|                        | Movimiento Independiente Regional Frente Unido Progresista (FUP) | 4,087        | 11.40        | –1.11        | 1         | ±0        |  |
|                        | Movimiento Nueva Izquierda (MNI)                                 | 3,833        | 10.70        | Nuevo        | 1         | +1        |  |
|                        | Frente Popular Agrícola del Perú (Frepap)                        | 3,785        | 10.56        | Nuevo        | 0         | ±0        |  |
|                        | Acción Popular (AP)                                              | 3,095        | 8.64         | +4.78        | 0         | ±0        |  |
|                        | Avanza País - Partido de Integración Social (AvP)                | 1,485        | 4.14         | Nuevo        | 0         | ±0        |  |
|                        | Movimiento por la Autonomía Regional Quechua y Aymara (MARQA)    | 1,223        | 3.41         | –6.92        | 0         | ±0        |  |
|                        | Partido Aprista Peruano (APRA)                                   | 1,109        | 3.09         | ±0.00        | 0         | ±0        |  |
|                        | Unidad Nacional (UN)                                             | 797          | 2.22         | Nuevo        | 0         | ±0        |  |
|                        | Lista Independiente N° 2 Movimiento Democrático De Los Aymaras   | 492          | 1.37         | n/a          | 0         | ±0        |  |
|                        |                                                                  |              |              |              |           |           |  |
| Total                  | Total                                                            | 35,838       |              |              | 9         | ±0        |  |
|                        |                                                                  |              |              |              |           |           |  |
| Votos válidos          | Votos válidos                                                    | 35,838       | 87.39        | –0.84        |           |           |  |
| Votos en blanco        | Votos en blanco                                                  | 578          | 1.41         | –1.46        |           |           |  |
| Votos nulos            | Votos nulos                                                      | 4,593        | 11.20        | +2.30        |           |           |  |
| Votos emitidos         | Votos emitidos                                                   | 41,009       | 92.51        | +2.74        |           |           |  |
| Abstenciones           | Abstenciones                                                     | 3,318        | 7.49         | –2.74        |           |           |  |
| Votantes registrados   | Votantes registrados                                             | 44,327       |              |              |           |           |  |
|                        |                                                                  |              |              |              |           |           |  |
| Fuente:                |                                                                  |              |              |              |           |           |  |

### Concejo Provincial de El Collao
| Cargo                            | Autoridad electa           | Partido político | Partido político                                           |
| -------------------------------- | -------------------------- | ---------------- | ---------------------------------------------------------- |
| Alcalde Provincial de El Collao  | Miguel Flores Chambi       |                  | Fuerza Democrática                                         |
| Regidor Provincial de El Collao  | Simón Cotrado Cotrado      |                  | Fuerza Democrática                                         |
| Regidor Provincial de El Collao  | Braulio Flores Yujra       |                  | Fuerza Democrática                                         |
| Regidor Provincial de El Collao  | Rubén Atencio Atencio      |                  | Fuerza Democrática                                         |
| Regidor Provincial de El Collao  | Teófilo Maquera Yujra      |                  | Fuerza Democrática                                         |
| Regidora Provincial de El Collao | Teresa Flores de Huallpa   |                  | Fuerza Democrática                                         |
| Regidor Provincial de El Collao  | Francisco Rivera Condori   |                  | Somos Perú                                                 |
| Regidor Provincial de El Collao  | Héctor Centron Aroquipa    |                  | Somos Perú                                                 |
| Regidor Provincial de El Collao  | Alcides Incacutipa Limachi |                  | Movimiento Independiente Regional Frente Unido Progresista |
| Regidor Provincial de El Collao  | Francisco Quenta Ticona    |                  | Movimiento Nueva Izquierda                                 |